# 藤善真澄
藤善 眞澄（ふじよし　ますみ、1934年（昭和9年）9月-2012年（平成24年）2月8日）は、日本の東洋史・仏教史学者。関西大学名誉教授。

## 経歴
出生から修学期
1934年、鹿児島県鹿児島郡東桜島村大字湯之（現在の鹿児島市東桜島町）で生まれた。生家は浄土真宗本願寺派の光善寺であった。1953年、鹿児島県立鶴丸高等学校を卒業し、鹿児島大学東洋史学科に入学。同大学を卒業後、京都大学大学院に進学した。研究テーマは隋唐時代の末法思想であった。また、京都大学では森鹿三の指導により、中国歴史地理学についても研究することになった。1964年、京都大学大学院文学研究科博士課程を単位取得後退学。
東洋史研究者として
卒業後は、関西大学教授に就いた。1993年、学位論文『南山大師道宣傳の研究』を京都大学に提出して文学博士号を取得。2005年に関西大学を定年退任し、同時に名誉教授となった。

## 研究内容・業績
中国史、特に隋唐仏教・文化史および歴史地理学・日中関係史で業績を残した。

## 著作

### 著書
- 『安禄山　中国人物叢書』人物往来社 1966
  - 『安禄山 皇帝の座をうかがった男』中公文庫 2000
- 『安禄山と楊貴妃』清水書院、1972
  - 改題『安禄山と楊貴妃・安史の乱始末記』清水新書 1984、新訂版 2017
- 『隋唐時代の仏教と社会 弾圧の狭間にて』白帝社(アジア史選書) 2004[4]

研究論考
- 『道宣伝の研究』京都大学学術出版会(東洋史研究叢刊) 2002
- 『中國史逍遥』藤善眞澄先生古稀記念会 2005
- 『参天台五台山記の研究』関西大学出版部 2006
- 『成尋：参天台五台山記』(上下) 訳注 関西大学出版部 2007-2011
- 『中国佛教史研究　隋唐佛教への視角』法藏館 2013

### 共編著
- 『水経注(抄)　中国古典文学大系 21』平凡社 1974、復刊 1994「河水篇」
- 『中国高僧伝索引』第4巻 唐高僧伝索引 下 牧田諦亮共編 平楽寺書店 1975
- 『中国高僧伝索引』第5-6巻 宋高僧伝索引 牧田諦亮共編 平楽寺書店 1976-77
- 『諸蕃志』趙汝适著 関西大学東西学術研究所関西大学東西学術研究所訳注シリーズ)  1991
- 『中国史 中世』(アジアの歴史と文化 2) 同朋舎出版 1995
- 『浙江と日本』関西大学東西学術研究所(関西大学東西学術研究所国際共同研究シリーズ) 1997
- 『天台の流伝 智顗から最澄へ』王勇共著 山川出版社 1997
- 『中国華東・華南地区と日本の文化交流』関西大学東西学術研究所 2001
- 『福建と日本』関西大学東西学術研究所(関西大学東西学術研究所国際共同研究シリーズ) 2002
- 『東と西の文化交流　関西大学東西学術研究所創立50周年記念国際シンポジウム'01報告書』 関西大学東西学術研究所 2004

### 論文
- CiNii>藤善真澄
- INBUDS>藤善真澄

## 資料
- 「追悼 藤善眞澄先生」『仏教史学研究』55-1, 2012年, 1-3頁.